# Florentská univerzita
Florentská univerzita (italsky: Università degli Studi di Firenze) je univerzita v italském města Florencie. Byla založena v roce 1321 a je jednou z největších a nejstarších v Itálii. Sestává z celkem dvanácti fakult a studuje na ní přibližně 60 tisíc studentů.
Mezi zdejší akademické pracovníky patřil například Mario Draghi.